# Kunst i Holstebro
Kunst i Holstebro består bl.a. af en række skulpturer.

## Skulpturen Borgerne fra Holstebro af Bjørn Nørgård
Bjørn Nørgaard (1949-): Borgerne fra Holstebro (2004). Opstillet 2004 på Nørreport Holstebro. 
Gave fra Ny Carlsbergfondet 2004. 

### Borgerne fra Calais i Holstebro
Midt på Nørreport i Holstebro står en usædvanlig skulptur af Bjørn Nørgaard. Den hedder 
”Borgerne fra Holstebro”, og er det man i kunstverdenen kalder en parafrase – en gendigtning af en anden kunstners værk. Det værk, som Bjørn Nørgaard gendigter, er Aguste Rodins berømte skulptur ”Borgerne fra Calais”, som blev skabt i årene 1884-95. 

### Belejringen af Calais i 100-års krigen
Rodins skulptur skildrer en begivenhed, der ifølge overleveringen fandt sted i1347 – midt under Hundredårskrigen. Den engelske kong Edvard d. 3 havde belejret Calais i næsten et år, og til sidste var byen så udhungret, at der kun var hunde og katte tilbage at spise. 
Byen havde ikke andet valg end at overgive sig betingelsesløst til Englænderne. Byen ville være blevet plyndret og ødelagt, hvis ikke 6 af byens fornemme borgere frivilligt havde stillet sig til rådighed som gidsler. Den 4. august 1347 overgav de sig til den engelske konge, kun iført en kjortel og med et reb om halsen. Kun den engelske dronnings bønner forhindrede, at de blev slået ihjel som gengældelse for de tab, englænderne havde lidt. 

### Rodins skulptur ”Borgerne fra Calais”
I 1884 besluttede bystyret i Calais, at man ville hædre de 6 helte, og man bad Rodin om at udføre et monument. Rodin valgte at skildre det øjeblik, hvor de 6 træder ud af byporten – fortvivlede og bange for det der venter dem. Rodins skulptur var epokegørende. Der var ingen sokkel, og dermed kom skulpturen ned i øjenhøjde. Det var ikke særligt heroisk. Og i modsætning til klassiske monumentale skulpturer, kunne man heller ikke overskue skulpturen på én gang – man måtte bevæge sig rundt om den, og dermed følge de 6 mænd på deres tunge gang mod det uvisse. 
Rodin fortæller en konkret historie. Men han fører også en historisk begivenhed ud i sin samtid og skaber derved et universelt billede, der handler om at man, ved at ofre sig for fællesskabet, kan bevare de værdier, man tror på. 

### Fortid – nutid – fremtid
Kunstværker rummer både fortiden, nutiden og fremtiden i sig. De bygger på historien – både den konkrete historie og kunstens historie – de handler om den tid, hvor de er skabt, og de bliver stående i mange år fremover. I ”Borgerne fra Holstebro” fører Bjørn Nørgaard en dialog med Rodins skulptur. Han fører både den konkrete historie om borgerne fra Calais og kunstens historie i form af Rodins skulptur ind i vores tid og nytolker den. 

### Kunst skildrer tidens og samfundets værdier
Rodin skildrer 6 borgere fra Calais, der ofrede sig, for at de værdier, der var i Calais, kunne føres videre. Når Bjørn Nørgaard vælger 12 konkrete borgere fra Holstebro, peger han dermed på, at hver enkelt af os er ansvarlig for at de værdier, der hersker i vores samfund, føres videre. 
Man kan se Rodins skulptur på Glyptoteket i København, der har én af de i alt 12 afstøbninger af ”Borgerne fra Calais”, der findes. ”Borgerne fra Holstebro” – den står på Nørreport i Holstebro og minder os hver dag om vores personlige ansvar for det fællesskab, vi lever i.
56°21′46″N 8°37′10″Ø / 56.362682818706425°N 8.619396686553955°Ø

## Skulpturen De tolv himmelstiger af Bjørn Nørgaard
De tolv himmelstiger  er en skulptur af Bjørn Nørgaard fra 1998. Den er opstillet på Nørreport i Holstebro. Gave fra Birns Jernstøberi.

### Bjørn Nørgaard og Holstebro
I årene 1998-2004 har billedhuggeren Bjørn Nørgaard sat sit præg på Holstebros bymiljøet. Først med de 12 Himmelstiger på Nørreport, derefter med de 3 cirkler i Nørregade og senest med skulpturen ”Borgerne fra Holstebro”, der blev afsløret i september 2004. 
Og på Holstebro Gymnasium har elever, lærere og besøgende glæde af hans og Lene Adler Petersens lange, keramiske frise, der skildrer forfatterne Grundtvig, H.C. Andersen, Søren Kirkegaard og Karen Blixen. 

### Grundfortællinger og grundsymboler
Bjørn Nørgaard er optaget af de grundfortællinger og grundsymboler, der binder os sammen som mennesker. F.eks. kan man spørge sig selv om, hvorfor han har lavet 12 Himmelstiger til Nørreport – og ikke 10 eller 14. 
Havde der været 10 eller 14, havde der bare stået et antal søjler på pladsen. Men når der nu står 12, er vi nærmest ubevidst klar over, at de må have en betydning. De kunne for eksempel symbolisere årets 12 måneder, de 12 tegn i dyrekredsen, Jesu’ 12 disciple eller måske døgnets 2×12 timer. 

### 12-tallet optræder mange steder
12 er et af de tal, der optræder som grundsymbol i de fleste af verdens kulturer. Både i Kristendommen, Islam, Jødedommen, Buddhismen og Taoismen har 12-tallet en central betydning . Og i det gamle Grækenland mente man, at der var 12 guder og gudinder på Olympen. 

### Lidt matematik og symbollære
Men hvorfor lige 12. Jo 12 kan skrives som 3 gange 4. 3-tallet symboliserer i alle kulturer det åndelige og det himmelske – f.eks. treenigheden i Kristendommen. Og 4-tallet kender vi bl.a. fra de 4 elementer og de 4 verdenshjørner – symboler på det jordiske. Tallet 12 symboliserer altså foreningen af det himmelske og det jordiske – det guddommelige og det menneskelige. At denne forening er meget betydningsfuld kan man også se af hvilken betydning tallet 7 – 3 plus 4 – har i vores dagligsprog. 
Det er altså ikke spor tilfældigt, når Bjørn Nørgaard har lavet 12 Himmelstiger til Nørreport. De repræsenterer en urgammel tilværelsestolkning på tværs af kulturer, som på trods af det moderne menneskes afvisning af de gamle myter og fortællinger, stadigvæk eksisterer som en grundbetydning under det modernes overflade.
56°21′45″N 8°37′10″Ø / 56.36252829867169°N 8.619332313537597°Ø

## Skulpturen Guds Hånd af Carl Milles
Carl Milles (1875-1955): Guds Hånd (1952-54). Opstillet i 2002 ved Holstebro Kommunes Plejehjem Parkvænget, Parkvej 86, 7500 Holstebro. Gave 2002 fra Bjørn Egen Fondet. 

### Guds Hånd
Hånden er én af de vigtigste dele af vores krop. Vi ville ha meget svært ved at leve og kommunikere, hvis vi ikke havde hænder. Håndens betydning fremgår også af de grundfortællinger, som vi i vores kultur fortæller om menneskets skabelse. Det er Gud, der med sine hænder skaber mennesket af leret og sætter os ud i verden.
På Parkvænget i Holstebro står der en skulptur, der fortæller en grundfortælling om det at være menneske. Og hvor hånden er et meget vigtigt element i skulpturens fortælling. 

### Skabelsen, hvor mennesket sættes i ud verden
Skulpturen skildrer det øjeblik, hvor Gud sætter mennesket ud i verden. På en høj, sort granitsokkel, sidder en hånd i overstørrelse. Og på håndens tommel- og pegefinger står der et nøgent menneske. Den store hånd har netop modelleret mennesket og pustet liv i det. Og nu løfter den mennesket op og kigger på det. Som en billedhugger, der kigger på sin nye skulptur. Eller som Gud, der kigger på Adam. 
Mennesket derimod kigger sig ikke tilbage. Det har blikket vendt mod øst – mod solopgangen – begyndelsen. Mod alt det spændende og nye, der ligger ude i verden og venter på at blive opdaget. Mennesket er parat til at tage springet ud i livet. 

### Billedhuggeren Carl Milles
Skulpturen er skabt af den svenske billedhugger Carl Milles (1875-1955). Han én af de væsentligste skikkelser i svensk billedhuggerkunst i nyere tid. I alle sine værker er han optaget af at skildre mennesket og dets forhold til det åndelige i tilværelsen. 
”Guds Hånd”, som skulpturen på Parkvænget hedder, er et af Milles’ hovedværker. Det blev til i perioden 1952-54, hvor Milles om vinteren boede i Rom. Her gik han rundt mellem de kolossale fragmenter af bl.a. hænder, der stammer fra antikkens gigantiske kejserstatuer. Og han har sikkert oplevet sig selv som meget lille og på den måde fået ideen til Guds Hånd.

### Den høje sokkels betydning
Normalt er en sokkel ”bare” noget skulpturen står på. Noget, der afgrænser den fra omgivelserne. Men med ”Guds Hånd” forholder det sig lidt anderledes. Her er soklen en vigtig del af skulpturen og dens betydning. 
Soklen er fire meter høj. Man skal altså kigge op, når man vil se skulpturen, som man ydermere ser som en silhuet mod himlen. På den måde skaber soklen en forbindelse mellem mennesket, skulpturen og det åndelige. 
56°21′19″N 8°38′33″Ø / 56.35517004283379°N 8.642635345458984°Ø

## Busten Christian IX af Ludvig Brandstrup og Andreas Clemmensen
Ludvig Brandstrup (1861-1935) og Andreas Clemmensen (1852-1928): Christian IX (1906). 
Oprindeligt placeret i Nørregade ved Holstebros gamle rådhus. Placering fra 1955: Wiums Anlæg. Gave 1906 fra tobaksfabrikant Rasmus Færch til Holstebro.

### Kongen på soklen
Verden forandrer sig. Byer vokser, sæder og skikke ændrer sig, og det afspejler sig blandt andet i kunsten. Et af de steder, hvor man kan se det i vore dages Holstebro, er i Wiums Anlæg ved rundkørslen, hvor Lægårdvej, Enghavevej, Nørreport og Skivevej mødes. 
Her står Ludvig Brandstrups fine buste af Kong Christian 9., som tobaksfabrikant Rasmus Færch i 1906 forærede til Holstebro. Både for at ære regenten, der var død den 29. januar samme år. Men ganske givet også for at sætte et minde over sig selv og sit tilknytningsforhold til byen.

### Kongen på den høje sokkel
På trods af at Christian den 9’s regeringstid var præget af tabet af Slesvig og Provisorietiden, hvor kongen stod i modsætning til størsteparten af befolkningen, var han en populær regent. Han var i hvert fald æret som kongelig. Det kan man se på skulpturen. 
Oprindeligt var den nemlig placeret på sydsiden af Rådhuspladsen – byens fornemste plads. Og så var – og er busten stadig – placeret på en høj sokkel. Det, kombineret med at regentens hoved er i overstørrelse, gør at man må se op til ham. Han er højere placeret end os almindeligt dødelige – både på sin sokkel og i samfundshierarkiet. 

### Skulpturen fører en omflakkende tilværelse
I 1930 var kongemagtens centrale placering truet. Ikke af revolutioner eller krig, men af den trafikale udvikling. Skulpturen blev – med hofmarskallatets velsignelse – flyttet til en mere perifer plads i rundkørslen ved Nørreport. Godt 20 år senere var den gal igen. Trafikken voksede, rundkørslen skulle udvides, og kongen måtte rykke længere ind i anlægget, til den placering han nu har. Og i dag er der fra tid til anden røster fremme om, at kongen skal væk. Byen mangler parkeringspladser, der passende kunne placeres i anlægget. 

### Kongemagt og skulptur
Men det ville nu være ærgerligt, hvis skulpturen forsvandt fra bybilledet. For det første fordi det faktisk er en god skulptur billedhuggeren Ludvig Brandstrup og arkitekten Andreas Clemmensen – der har tegnet granitbænken – har skabt. Og for det andet fordi skulpturen siger noget om, hvordan tiderne ændrer sig. 
I 1906 stod der respekt om kongemagten. Det har ændret sig. I dag er de kongelige blevet pillet ned fra soklen. Det er ikke kun historien om Christian den 9’s omflakkende liv i Holstebro, der viser det. Det kan man også forvisse sig om ved at lægge mærke til, hvad den kulørte presse kan få sig selv til at skrive om – og ikke mindst vise billeder af – når det handler om kongehuset. De grænser bladene i dag i kommercialismens og sikkert også i ytringsfrihedens navn mener sig berettiget til at overskride i forhold til de kongelige, ville på Christian 9.’s tid være blevet betragtet som majestætsfornærmelse. 
Man kan jo prøve at forestille sig hvad Christian den 9 – i sin stille og ophøjede majestæt i Wiums anlæg – mener om den sag. Han græmmer sig sikkert. 
56°21′46″N 8°37′17″Ø / 56.36287299635088°N 8.621478080749511°Ø

## Kunstværket Fontæne ved Regionshospital Holstebro af Gutte Eriksen
Gutte Eriksen (1918-2008): Fontæne (1977). 
Hårdtbrændt, glaseret lertøj. Placeret ved Regionshospital Holstebros hovedindgang. Oprindeligt placeret på Den Røde Plads, Holstebro. 
Gave fra Statens Kunstfond til Holstebro Kommune 1977; i 1995 givet af Holstebro Kommune som gave til Holstebro Centralsygehus.

### Sygehusfontænen
Keramikeren Gutte Eriksen var én af vores fineste keramikere og én af pionererne i moderne, dansk keramik. I Holstebro findes ét af hendes hovedværker – Fontænen på pladsen foran Sygehusets hovedindgang. 
Oprindeligt blev Fontænen stillet op på Den Røde Plads i 1977. Men i forbindelse med Musikteatrets ombygning i 1990 blev den taget ned. I 1995 blev den opstillet på sin nuværende plads, da Holstebro Kommune forærede den til Sygehuset i forbindelse med dets 100-års jubilæet. 
Fontænen er enkel og ikke særligt højtråbende. Men kigger man nøje efter og gir sig lidt tid, opdager man, at den både som helhed og i detaljen rummer en helt egen skønhed.

### Gutte Eriksen en keramisk pioner
Gutte Eriksen var én af dansk keramiks pionerer. Hun var blandt de første, der blev uddannet på Kunsthåndværkerskolen i København i årene lige før 2. Verdenskrig. Her blev der undervist i pottemagerfagets traditioner bl.a. med udgangspunkt i Nationalmuseets samlinger af dansk oldtidskeramik. 
Efter de 5 krigsår, hvor der ikke var muligt at rejse ud af landet, benyttede mange kunstnere den nyvundne frihed til at finde ny inspiration i udlandet. Det gjaldt også Gutte Eriksen. 

### Japansk og kinesisk inspiration
Hun tog på studieophold hos keramikeren Bernard Leach i England. Han var vokset op i Hong Kong i århundredets begyndelse og lærte den østlige keramiske tradition at kende i Japan. Den tradition bragte han med til Europa. For Gutte Eriksen førte opholdet hos Leach til, at det både blev i den hjemlige pottemagertradition og i østens keramiske tradition, hun hentede sin inspiration. 

### Keramik som alkymi
Som en alkymist arbejder Gutte Eriksen med lerets grundelementer: materiale, form og glasur. Det grove ler drejes og forarbejdes til enkle, klassiske og afklarede former. Glasuren er værkernes eneste dekoration. Virkemidlerne er bevidst enkle, men netop i enkelheden og de små variationer opstår et komplekst spil, der gør, at tingene hele tiden gir nye oplevelser fra sig. 
Gutte Eriksen har skabt en keramik, der både har rod i keramikkens lange udviklingshistorie samtidigt med at hun har tilført traditionen nye og afgørende elementer. Hendes keramik er enkel, robust og arketypisk i sin tidløse skønhed. Det viser Fontænen foran Sygehuset i Holstebro. Og det viser de mange værker af Gutte Eriksen, som findes i Holstebro Kunstmuseums samling. 
56°21′42″N 8°37′29″Ø / 56.36158927883883°N 8.624718189239502°Ø